# 火炎放射器

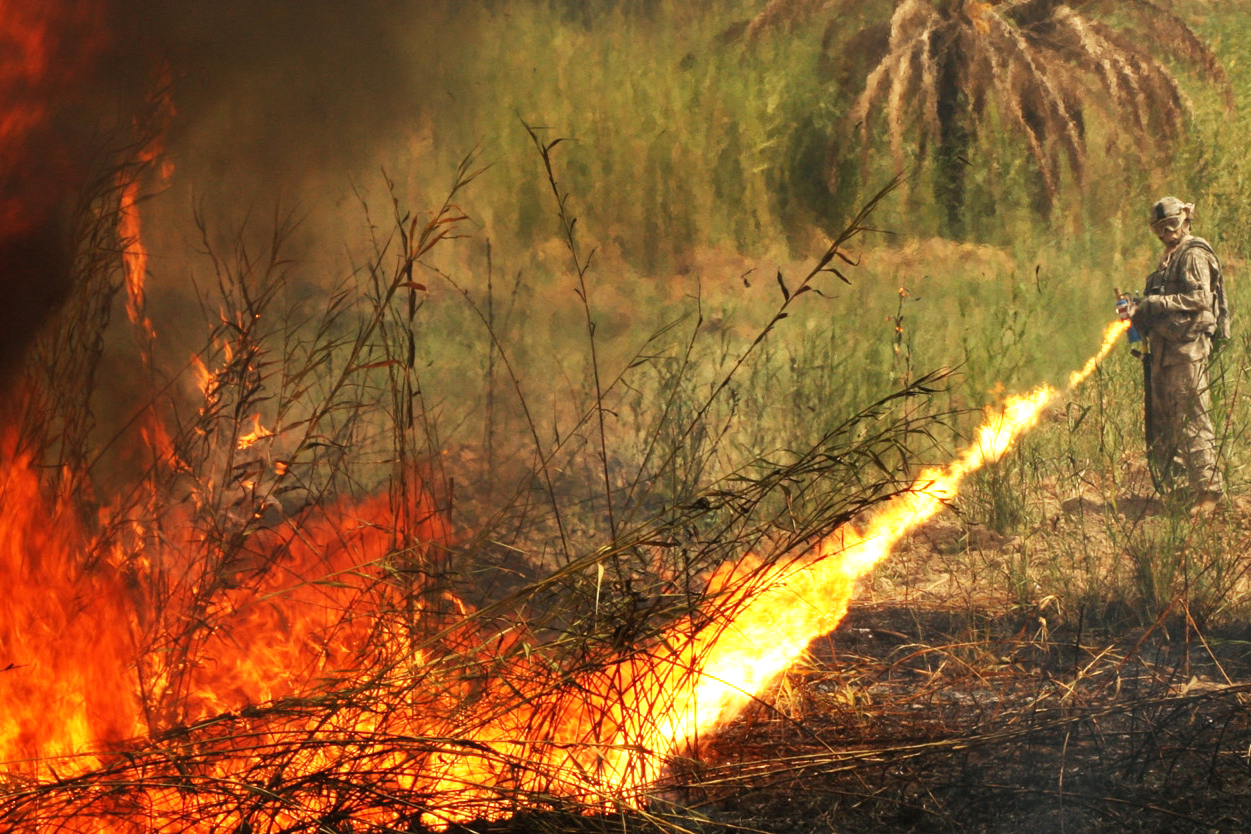
テロリストが身を隠せないように茂みを火炎放射器で焼却するアメリカ陸軍の兵士（イラク）。現在では戦闘用としては使用されていないが作業用として採用されている

火炎放射器（かえんほうしゃき、火焔放射器、flamethrower）は、液体燃料を圧縮ガスで点火させることで、火炎を放射する兵器である。
民生用としては、農業や一般家庭などにおける雑草の駆除に使用されるものがある。

## 軍用火炎放射器

### 概要
炎によって、対象物を焼却する。工兵資材として障害物や危険物の処理に使用される。被弾に弱く射程が著しく劣っているため主力兵器とはならなかったが、トーチカなどの建造物および洞窟といった閉所に対して使用すると酸欠をもたらし相手を窒息死させることができるため、籠城した敵を掃討するために使われた。現代ではそのような用途は、サーモバリック弾に置き換えられている。また、肉薄兵器として対戦車戦闘に使われることもある。

### 構造

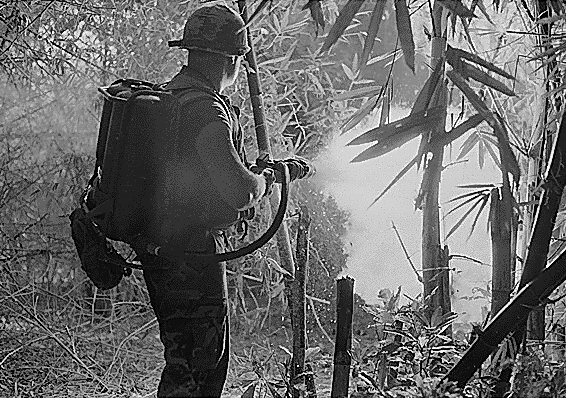
見通しの悪い竹やぶを焼くため、火炎放射器を使用するアメリカ兵（ベトナム戦争）

一人で持ち運べる火炎放射器のうち、背中に背負うタイプのものをバックパック式と呼ぶ。このバックパックは、2本もしくは3本の円筒から構成される。1本の円筒には、重油などの可燃性液体、あるいはゲル化ガソリンが、もう1本には可燃性もしくは不燃性の圧搾ガスがそれぞれ充填され、円筒からパイプでつながれた銃部に燃料を押し出す働きをする。シリンダーが3本のものは、全体のバランスをとるために、外側の2本に燃料、中央の1本に圧搾ガスを配置する。
銃部は、小さな貯蔵器、バネ式の弁、点火システムから構成されている。オペレーターがトリガーを操作すると弁が開き、ガスによって加圧された液体が点火システムを通って噴出する仕組みである。
点火システムには多くの種類がある。最も初期の単純なものとしては電熱線のコイルがあるが、可燃性液体の流速が高過ぎて着火に失敗する事故も起きたようだ。より複雑な構造を持ったものとしては、円筒内や銃部に別途収納した酸素などの可燃性ガスを（ガスライターのように）火種として用いるものなどもある。また、空砲や火薬カートリッジを発火させた火花を着火源とするものもある。これは寒冷地や冬季においても確実に着火させるためである。

### 効果
野戦では銃砲に対して優位が無いが、閉所に対して使用すると、酸欠を引き起こし敵兵を窒息死させることができるため、対陣地用の工兵資材としても使われた。むろん窒息に至らなくても、炎によって敵兵にひどい火傷を負わせることもできる。
火炎放射器は「気体の炎」というより、むしろ「燃える液体のジェット噴流」を作り出すため、塹壕やトーチカの内部のような、見通しの利かない空間の壁や天井で「跳ねる」ように撒き散らすことができる。
着火しない状態で燃料を目標に噴射し、目標が燃料まみれになったところで、着火して火炎放射を行い被害を拡大することも行われる。この場合は、トーチカなどの構造物の細かい隙間にも燃料がより行き渡るため、隠れた対象にも効果が上がる。この方法は、対装甲車両戦にも有効（エンジン室内に燃料が浸透するため）であり、ドイツの火炎放射戦車などが行っている。また、着火されなくても、人体に燃料が付着すると、強烈な痛みと炎症を引き起こし、ゴム製品などが腐食する。

### 欠点
液体燃料を噴射するため燃料タンクとガスタンクが必要であり、人力で運ぶには重く、容量も小さいので長時間の使用はできない。有効射程が約18mと短い上に、上体を直立した姿勢での使用になるため、放射中は無防備であり、真っ先に敵の標的になる。「戦場での平均寿命は5分」とも言われるほどである。可燃物そのものである燃料タンクを背負っているので、火炎放射器を装備した兵士が被弾すると爆発する危険性も高く、軍事的に優位である場面でないと使用は困難である。
また、現代兵器と比べると射程距離が小さく、空中戦に不向きである。さらに風によっては射者や味方に被害が出るケースもある。

### 歴史

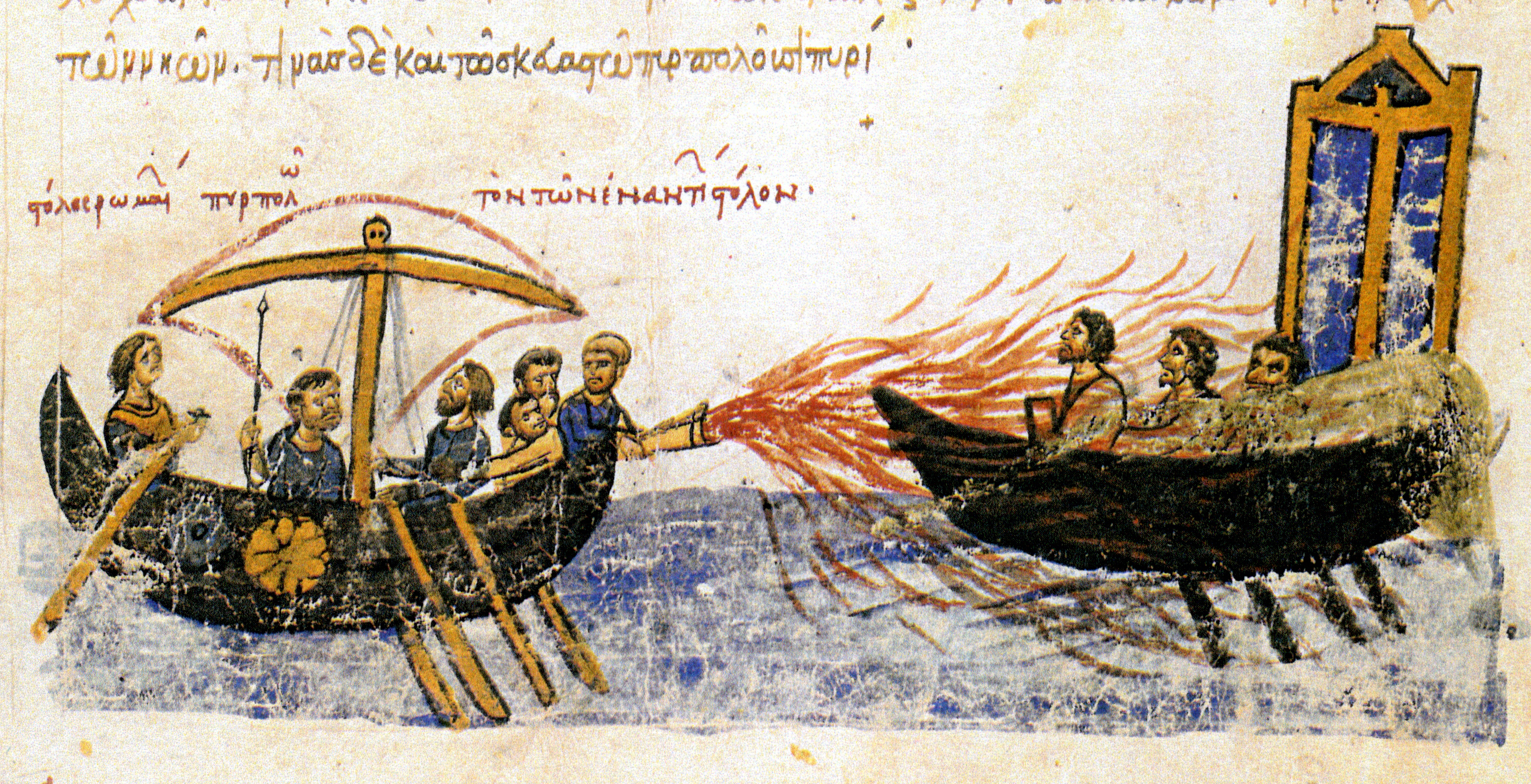
ギリシアの火

中世の東ローマ帝国では「ギリシアの火」という、火炎放射器のような兵器が使用されていたが、国家機密とされていたため帝国の滅亡と共に失われ、後世には伝わっていない。宋においては猛火油櫃という、ナフサを詰めたタンクに、それを目標へ吹き付けるためのポンプと噴射口を備えつけた兵器が運用されていた。
現在のような火炎放射器を、史上初めて開発したのは、ドイツの技師リヒャルト・フィードラーだとされている。1901年、彼はドイツ軍に火炎放射器（Flammenwerfer）の最初のモデルを実験した。
フィードラーの火炎放射器は、高さ4フィート（1.2m）の単一のシリンダーからなる可搬式装置であった。シリンダーは水平に2分割され、下層には圧搾ガス、上層には可燃性の油が納められていた。レバーを押し下げるとガスが油を押し上げ、ゴム・チューブを通って単純な点火装置を内蔵した鋼のノズルから火炎流を噴出させる仕組みであった。
この兵器は、20ヤード（18m）の範囲で2分間、猛烈な煙を伴った炎の噴流を発生させた。欠点として、これが単発で、一回の発射ごとに燃料と発火装置を交換しなければならなかった点があげられる。

### 第一次世界大戦

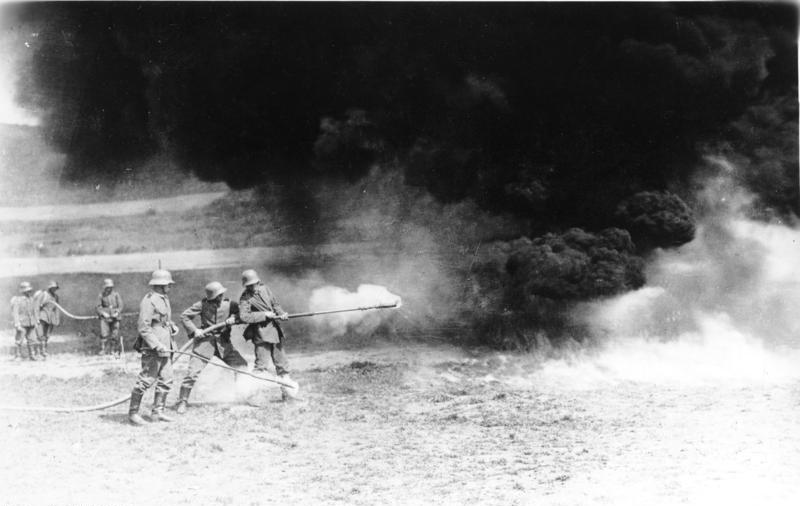
第一次世界大戦時の西部戦線で火炎放射器を使用するドイツ兵

この可搬式据付型の装置は1911年まで採用されることは無かったが、その後ドイツ軍には専門とする12個中隊が作られた。第一次世界大戦においては1916年2月、ヴェルダンの戦いでフランス軍に対し一気に勝負をつけたい時に、敵陣地に12mまで迫って使われ、同年7月にHoogeでイギリス軍の掘った塹壕に対して用いられたが、それまでは全く使われることはなかった。しかし、いったん使用されると、限定的ながらも印象的な成功を果たした。
ただし、火炎放射器のオペレーターは非常に狙われやすく、特に火炎放射器自体に攻撃が加えられると炎上して周囲に致命的な結果をもたらすことも多かった。また戦略物資であるガソリンを大量に使用するため、イギリス軍とフランス軍においては、システムの試験・検討はされたものの、この時点で採用されることはなかった。
ドイツ軍は第一次世界大戦の全期間を通じて、火炎放射器の配備を続け、最終的には1隊あたり平均6台の火炎放射器を装備した300以上の部隊が編成された。
この当時の火炎放射器の噴射剤には増粘剤（ナパーム剤）が添加されていなかったため、噴射後に拡散・気化しやすく射程が短い、目標に充分浴びせる前に噴射剤だけが燃焼してしまう、物体に当たった炎が跳ね返ってきたり、流れ出したりしてしまう欠点があった。天然ゴムを使った増粘剤が開発されたが、あまりに高価であり、貴重な戦略資源を浪費するため採用されなかった。

### 第二次世界大戦

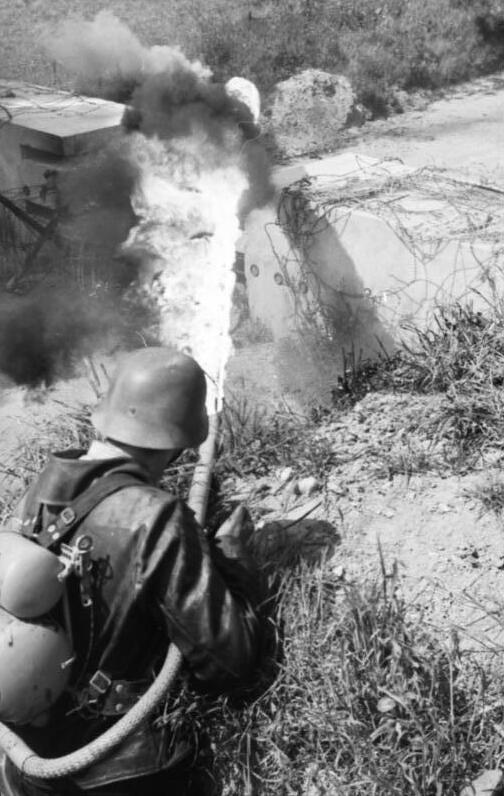
北フランスにおいて、火炎放射器で訓練するドイツ兵（1944年）防護服を着ている

火炎放射器は、第二次世界大戦において各国の軍隊で広く用いられた。
射程の短さと、基本的に徒歩であるオペレーターの脆弱を解決するため、単独の兵士が運用できる、タンクを据え付けた背負い式ユニット（フレイムタンクと呼ばれた）の開発が検討され始めた。
ドイツ軍は、西ヨーロッパへの侵攻の初期にはかなり頻繁に陣地攻撃に火炎放射器を使用したが、その後は利用頻度が低下し、報復作戦にしか用いられなくなった。東部戦線に関しては、焦土作戦の実施に伴い、終戦まで使用が続けられた。ドイツ軍の火炎放射器は、後ろや側面に加圧タンクをもった大きな単一の燃料タンクで構成されており、着用者の通常装備を邪魔しないように、背嚢の下部に装備できる構造になっていた。
イギリス軍の火炎放射器（Ack Pack）は、ドーナツ形の燃料タンクとその中央部に小さな球形の加圧ガスタンクが配されており、その形状から「救命浮き輪（lifebuoys） 」の愛称で呼ばれた。
アメリカ軍は、ナパームを混ぜた火炎放射器が、従来の炎の距離が3倍以上の70メートルまで伸び、太平洋戦域で日本軍が構築した、網の目のような洞穴型の塹壕を掃討するのが、特に役立つことに気がついた。深い洞窟や隧道においては、炎自体が敵兵に届かなくても、爆発的な酸素消費、煙や排気ガスによる窒息効果で敵を掃討することができたからである。アメリカ軍は硫黄島の戦いや沖縄戦などで頻繁に使用した。
しかし、アメリカ軍の火炎放射兵は日本兵に恐れられた一方で、憎悪の対象ともなり、反撃による火炎放射兵の損失が無視できないものとなったことから、後に火炎放射戦車がこうした戦術の中心に据えられるようになっていった。アメリカ海兵隊では、ロンソン製の火炎放射システムを装備したM4中戦車が登場するまで、M2-2型火炎放射器が継続して使用された。また、敵兵の立て篭もる洞窟や地下陣地をまず火炎放射器で焼き払い、その後に入り口を手榴弾や爆薬で爆破する戦法を、アメリカ海兵隊では「トーチランプ&栓抜き戦法（英語: blowtorch & corkscrew） 」と呼び、特に沖縄戦で多用された。
一方の日本軍は、九三式/一〇〇式火焔発射機を日中戦争から太平洋戦争（大東亜戦争）に掛けて運用しており、主にトーチカへの攻撃の際に多用していた。九三式/一〇〇式火焔発射機は構造、性能共にアメリカ軍のM1/M2火炎放射器と大差のないものであったが、島嶼での防衛戦が主体となる大戦末期には戦局に寄与するような活用は行えなかった。しかし、硫黄島の戦いにおける海軍陸戦隊にて配備の記録が残るなど、終戦まで生産配備自体は行われていたようである。

#### M4火炎放射戦車

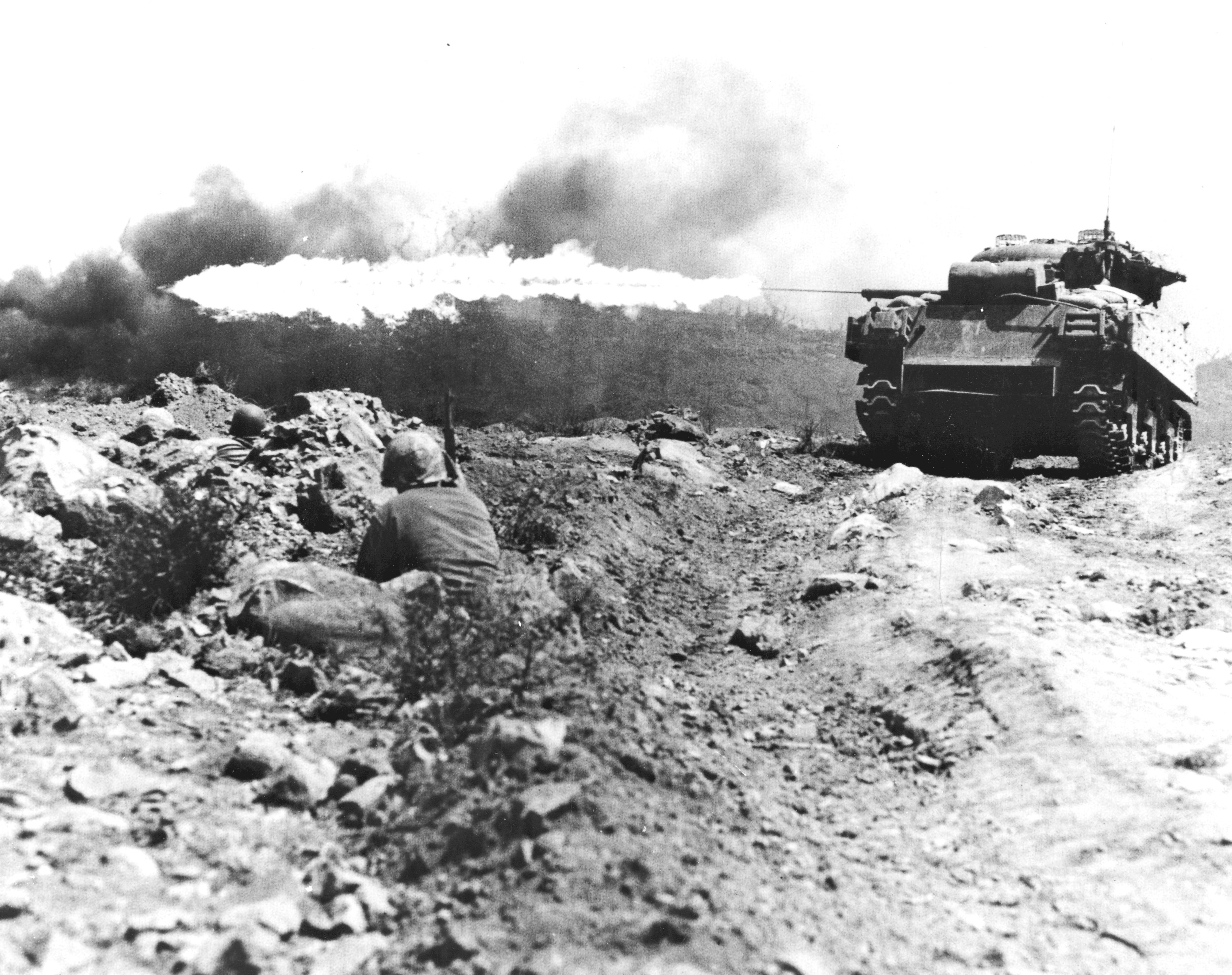
硫黄島で戦闘を行う火炎放射戦車

第二次世界大戦中、数ヶ国が火炎放射器を搭載した戦車を使用している。詳細については火炎放射戦車を参照。ここでは、代表的な火炎放射戦車のひとつであるM4火炎放射戦車について述べる。
- アメリカ軍のM4中戦車（シャーマン）には火炎放射器を搭載したタイプがいくつか作られ、グアムの戦いや硫黄島、沖縄などの戦線に投入された。
  - M4A2の車体右前面機銃を外してE5火炎放射器を搭載したもの。
  - M4の車体機銃部にE4-5型火炎放射キットを装着したもの。
  - M4の車体機銃手ハッチにE12R3火炎放射キットを装着したもの。
  - M4A1・M4A3の主砲を外し、E12-7R1型火炎放射器を搭載したもの。
  - M4の主砲を外し、POA-CWS-H1火炎放射器を搭載したもの。

### その後の戦争

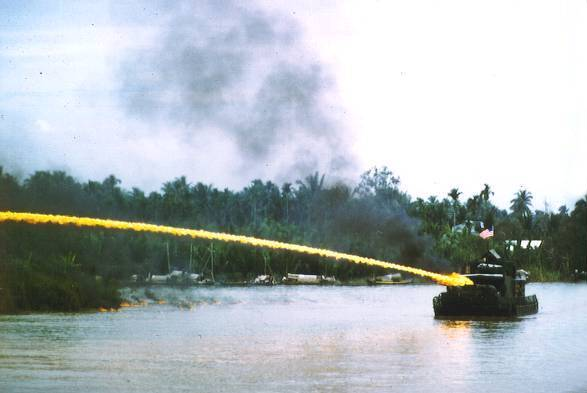
火炎放射を行うアメリカ海軍の河川哨戒艇（ベトナム戦争）

アメリカ海兵隊は、朝鮮戦争およびベトナム戦争においても火炎放射器を広く運用した。しかし、火炎放射器そのもの欠点と他兵器の開発と世論に対する影響を考慮し、1978年にアメリカ国防総省は戦闘用の火炎放射器を米軍装備から廃止した。
一方、日本の陸上自衛隊では現在も携帯放射器の名称で火炎放射器を装備。但し普通科の戦闘装備としては1990年代には退いており、現在は施設科が用いる障害物排除用機材として少数が配備されるだけである。この為、長らく調達はされていなかったが老朽化し用廃となった分を補うために平成20・21年度に合わせて26セットの携帯放射器が調達されている。
また、火炎放射器の代替品として、個人で携帯可能な対戦車ロケットランチャーの技術を応用して弾頭を焼夷弾やサーモバリック弾に更新した携帯式ロケットランチャーが開発されている。代表的な例としてはソ連・ロシアのRPO-A/RPO-ZやアメリカのM202ロケットランチャーなどがあげられる。
この他、RPG-7用のTBG-7VやRPG-29用のTBG-29V、SMAW用のSMAW-NEなどのように既存の非使い捨て式ロケットランチャーに対してもサーモバリック弾が開発供給される例は多い。

## 民生用火炎放射器
灯油やカセット式コンロなどに使用される液化天然ガスのボンベを燃料とし、数cmから数十cmの炎を噴射するものが市販されている。これは除草バーナーや草焼きバーナー、グラスバーナーなどと呼ばれ、庭や畑などの雑草や害虫を焼却するのに用いられる。軍事用のような水平噴射ができないよう、筒が下向きでなければ噴射を止める安全装置が組み込まれていることも多い。多くは噴射力に燃料ガス自体が気化膨張する際の圧力や、液体燃料では燃焼熱を利用して気化させた圧力を利用するため、別途加圧材の供給を不要としている。代わりに多量の燃料油を噴射できる圧力は得られず、これらが放射するのは燃えるガスの噴流であり、着火したゲル状の燃料（命中後もナパーム同様まとわりつくように燃え続ける）を放射する軍用のものほどの威力はない。映画などの劇中に登場する架空の火炎放射器は、軍用ほど危険ではない液化ガス式のものが多く見られる。
また、冬季に大量の雪が降る国や地方では、火炎放射器が融雪に用いられたことがある。日本においては、三八豪雪の際に災害派遣により出動した自衛隊が火炎放射器で消雪活動を試みたが、大きな成果はあげられなかった。(前述)
アメリカは一般市民が火炎放射器を所有できる。連邦法および一部の州では、火炎放射器の所有にまったく規制がなく、通信販売でも自由に購入が可能である。カリフォルニア州などでは地元の消防署長の許可を得る必要があり、違反した場合には1年以下の懲役、または1万ドル以下の罰金が科せられる。
CNNの報道では、現在、アメリカには2億7,000万本の民間用火炎放射器がある。主な用途は農業や整地のための除草用であるという。

## 主な火炎放射器
アメリカ合衆国
- M1/M2火炎放射器 / M9火炎放射器
- M8火炎放射器

 ドイツ国
- M35火炎放射器
- M40火炎放射器

 大日本帝国/ 日本
- 九三式小火焔発射機/一〇〇式火焔発射機
- 携帯放射器

 ソビエト連邦
- ROKS火炎放射器

## フィクションにおける火炎放射器
火炎放射器は戦争・アクション映画のほか、SF・ホラーの映画・漫画・小説にも頻繁に登場する。ビジュアル的に派手さを演出できるほか、銃弾や刃物では完全な抹殺が難しい病原体や怪物に対する数少ない効果的な武器として使われる。